# كفر مو
كفر مو قرية سورية تتبع ناحية مركز حارم في منطقة حارم في محافظة إدلب. بلغ عدد سكانها 62 نسمة في عام 2004 حسب إحصاء المكتب المركزي للإحصاء.